# غونار نيلسون (سياسي)
غونار نيلسون (بالسويدية: Gunnar Nilsson)‏ هو نقابي وسياسي سويدي، ولد في 31 ديسمبر 1922 في Mönsterås ‏ في السويد، وتوفي في 13 مايو 1997 في ستوكهولم في السويد. نشط حزبياً في حزب العمال الديمقراطي الاشتراكي السويدي.